# Senyús (Conca de Dalt)
Senyús és un antic poble de l'antic terme d'Hortoneda de la Conca, de l'actual de Conca de Dalt, al Pallars Jussà.
Es troba a l'extrem nord del terme municipal, a la dreta del torrent de Perauba i a l'esquerra del barranc de la Torre de Senyús. De l'antic poble, ja despoblat a darreries de l'edat mitjana, en queda la Torre de Senyús i diversos vestigis de les ruïnes, al lloc denominat l'Esglesieta, al sud-oest i a prop de la torre.